# Flüssigkristallpolymer
Der Begriff Flüssigkristallpolymer (FKP) bzw. flüssigkristallines Polymer (engl. liquid crystal polymer, LCP) bezeichnet Polymere, welche in der Schmelze (thermotrop) oder gelöst (lyotrop) flüssigkristalline Eigenschaften und somit ein gewisses Maß an Ordnung zeigen. Damit ein Polymer flüssigkristalline Eigenschaften besitzen kann, müssen Mesogene im Polymer vorhanden sein. Diese können sich sowohl in der Hauptkette als auch in Seitenketten befinden.
Die Anordnung der Mesogene in Hauptketten-LCP führt zu einer stäbchenförmigen Molekülform. Solche Moleküle sind wenig flexibel. Daraus resultieren außerordentliche mechanische und chemische Eigenschaften. Parallel zur Molekülachse weisen LCP eine extrem hohe Zugfestigkeit und einen hohen Elastizitätsmodul auf, was Hauptketten-LCP für den Einsatz als Hochleistungsfaser (z. B. Schutzkleidung, Sportgeräte, Weltraumtechnik) prädestiniert. Daneben sorgt die stark anisotrope Geometrie für einen starken intermolekularen Zusammenhalt, was bedeutet, dass die Schmelzpunkte (falls vorhanden) entsprechend hoch liegen und eine allgemein schlechte Löslichkeit vorliegt. Deshalb lassen sich Präzisionsbauteile (z. B. Waagen, medizinische Geräte) formen, die neben den oben erwähnten mechanischen Eigenschaften ihre Form auch in Anwesenheit von Wasser oder organischen Lösungsmitteln behalten.
Seitenketten-LCP vereinen die Eigenschaften von Flüssigkristallen und die von Polymeren mit flexiblen Hauptketten. Diese Anordnung führt zu einer Fixierung der flüssigkristallinen Eigenschaften der Mesogene, die mit der Polymerhauptkette über z. B. Esterbindungen verknüpft sind. Damit kann ein eventuelles Fließen von herkömmlichen Flüssigkristallen, z. B. in  Flüssigkristallbildschirmen, verhindert werden.
Flüssigkristalline Polymere kommen auch in der Natur vor. So bildet DNA, genau so wie Polyaminosäuren, wie z. B. Spinnenseide, in Wasser in geringer Konzentration lyotrope Phasen. Daneben lassen sich auch noch einige Polysaccharide als LCP bezeichnen.
Bekannt sind aber vor allem synthetische LCP wie Aramid (1965 von Stephanie Kwolek unter dem Markennamen Kevlar entwickelt worden) und Vectran, die in Seilen und bei Ballistikschutz eingesetzt werden.
Dabei handelt es sich um Hauptketten-LCP. Die beiden erstgenannten sind, chemisch gesehen, aromatische Polyamide, bei Vectra und Vectran handelt es sich um aromatische Polyester.
Vectran liegt als Fasermaterial vor, während Vectra das Ausgangspolymer für diese Fasern darstellt.
Verknüpft man flüssigkristalline Hauptkettenpolymere bzw. Seitenkettenpolymere untereinander, so erhält man Flüssigkristalline Elastomere.
Flüssigkristalline Ausgangspolymere, die dann mittels Spritzguss oder Extrusion weiterverarbeitet werden können, sind unter anderem:
- Sumikasuper LCP von Sumitomo Chemical Industry
- Vectra LCP von Ticona
- Xydar LCP von Solvay
- Zenite LCP von Ticona